# Jarana huasteca

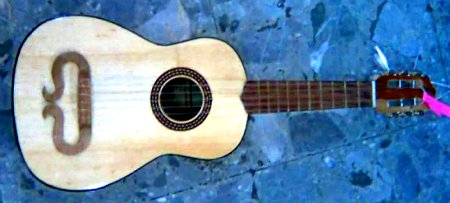
Una jarana huasteca.

La jarana huasteca, jarana de son huasteco o jarana es un instrumento de cuerda.
Es un cordófono con forma de guitarra, con cinco o más cuerdas. Es más pequeña que la guitarra huapanguera y usualmente forma parte del conjunto huasteco, junto con la huapanguera y el violín, tomando el rol de acompañamiento rítmico. Este tipo de jarana es afinada en intervalos de tercera en una escala más alta que la guitarra huapanguera, siendo una afinación común, de grave a agudo, la de notas Sol, Si, Re, Fa sostenido y La.